# Зіткнення над Денвером
Зіткнення над Денвером — року відбулося 12 травня 2021 року під час заходу на посадку в аеропорт Сентеніал поблизу Денвера, штат Колорадо.

## Події
Приблизно о 10:20 ранку за місцевим часом рейс 970 авіакомпанії Key Lime Air, чартерний вантажний рейс із Саліди, штат Колорадо, який виконував літак Swearingen SA226-TC Metroliner, зіткнувся в повітрі з легким літаком Cirrus SR22 над державним парком Черрі-Крік в окрузі Арапаго. Зіткнення знищило значну частину кабіни Metroliner і пошкодило оперення, але пілот, який був єдиним пасажиром літака і, виходячи з зв’язку з диспетчером, спочатку не знав про ступінь пошкодження, зміг здійснити безпечну посадку в аеропорту Centennial, незважаючи на значні пошкодження фюзеляжу та подальшу відмову правого двигуна. Пілот Cirrus, який був приватним орендованим літаком, який виконував місцевий рейс з аеропорту Centennial, розгорнув парашутну систему Cirrus Airframe Parachute System (CAPS) і здійснив безпечну вимушену посадку з допомогою парашута біля водосховища Черрі-Крік; пілот і один пасажир не постраждали. Аварія розслідується Національною радою з безпеки на транспорті США (NTSB) і Федеральним управлінням авіації (FAA). Його активно висвітлювали місцеві та національні засоби масової інформації, частково через відсутність смертельних чи травмованих сторін, що є рідкісним випадком при зіткненні в повітрі. Сайт авіаційних новин AVweb назвав цей інцидент «столітнім дивом».